# Rosa borissovae
Rosa borissovae, шипшина Борисової — вид рослин з родини розових (Rosaceae); ендемік Карачаєво-Черкесії.

## Поширення
Ендемік Карачаєво-Черкесії.